# Liste der Kulturdenkmale in Gorschmitz
In der Liste der Kulturdenkmale in Gorschmitz sind die Kulturdenkmale des Leisniger Ortsteils Gorschmitz verzeichnet, die bis Mai 2023 vom Landesamt für Denkmalpflege Sachsen erfasst wurden (ohne archäologische Kulturdenkmale). Die Anmerkungen sind zu beachten.
Diese Aufzählung ist eine Teilmenge der Liste der Kulturdenkmale in Leisnig.

## Gorschmitz
| Bild                                    | Bezeichnung                                                                          | Lage                    | Datierung                                   | Beschreibung | ID       |
| --------------------------------------- | ------------------------------------------------------------------------------------ | ----------------------- | ------------------------------------------- | --- | -------- |
| Weitere Bilder                          | Eisenbahnbrücke über die Freiberger Mulde (Rödaer Brücke)                            | (Flurstück 211) (Karte) | 1867–1868                                   | 200 m lange, landschaftsprägende Eisenbahnbrücke der Bahnstrecke Borsdorf–Coswig, bestehend aus einer Stahlträgerbrücke und Natursteinbrücke, verkehrsgeschichtliches Zeugnis | 09208174 |
| Direkt Bild zu diesem Denkmal hochladen | Gasthaus mit Saalanbau und Lindenreihe, bestehend aus sieben Linden, vor dem Gebäude | Gorschmitz 22 (Karte)   | Bezeichnet mit 1747 (Gasthaus); 1895 (Saal) | Historischer Dorfgasthof, die Linden bildeten die Begrenzung des ehemaligen Biergartens, eines der ältesten Gebäude im Dorf von großer orts- sowie baugeschichtlicher Bedeutung. - Gasthof: zwei Geschosse, Erdgeschoss massiv, nur an zugewandter Traufseite im Obergeschoss Fachwerk verputzt, ansonsten Mauerwerksbau, Schieferdach, urkundlich im 17. Jahrhundert erwähnt, Korbbogenportal bezeichnet mit „GK 1747“ - Saalanbau: Erdgeschoss verändert, zwei Geschosse, fünf Achsen, Sichtfachwerk im Obergeschoss mit Lehmfachung - Lindenreihe, Foto von 1937 in der Gaststube | 08967645 |
| Weitere Bilder                          | Wasserturm                                                                           | Gorschmitz 28 (Karte)   | Bezeichnet mit 1905                         | Ortsbildprägender außergewöhnlicher Bau der Trinkwasserversorgung, technisches Denkmal, Seltenheits- und Geschichtswert. Drei Geschosse, Zyklopenmauerwerk, Pyramidendach mit Ziegeldeckung und schmiedeeisernen Blitzableiter, original: Türen, außen eiserne Wendeltreppe vom ersten Obergeschoss ins Dachgeschoss. | 08967644 |

## Tabellenlegende
- Bild: Bild des Kulturdenkmals, ggf. zusätzlich mit einem Link zu weiteren Fotos des Kulturdenkmals im Medienarchiv Wikimedia Commons. Wenn man auf das Kamerasymbol klickt, können Fotos zu Kulturdenkmalen aus dieser Liste hochgeladen werden:
- Bezeichnung: Denkmalgeschützte Objekte und ggf. Bauwerksname des Kulturdenkmals
- Lage: Straßenname und Hausnummer oder Flurstücknummer des Kulturdenkmals. Die Grundsortierung der Liste erfolgt nach dieser Adresse. Der Link (Karte) führt zu verschiedenen Kartendiensten mit der Position des Kulturdenkmals. Fehlt dieser Link, wurden die Koordinaten noch nicht eingetragen. Sind diese bekannt, können sie über ein Tool mit einer Kartenansicht einfach nachgetragen werden. In dieser Kartenansicht sind Kulturdenkmale ohne Koordinaten mit einem roten bzw. orangen Marker dargestellt und können durch Verschieben auf die richtige Position in der Karte mit Koordinaten versehen werden. Kulturdenkmale ohne Bild sind an einem blauen bzw. roten Marker erkennbar.
- Datierung: Baubeginn, Fertigstellung, Datum der Erstnennung oder grobe zeitliche Einordnung entsprechend des Eintrags in der sächsischen Denkmaldatenbank
- Beschreibung: Kurzcharakteristik des Kulturdenkmals entsprechend des Eintrags in der sächsischen Denkmaldatenbank, ggf. ergänzt durch die dort nur selten veröffentlichten Erfassungstexte oder zusätzliche Informationen
- ID: Vom Landesamt für Denkmalpflege Sachsen vergebene, das Kulturdenkmal eindeutig identifizierende Objekt-Nummer. Der Link führt zum PDF-Denkmaldokument des Landesamtes für Denkmalpflege Sachsen. Bei ehemaligen Kulturdenkmalen können die Objektnummern unbekannt sein und deshalb fehlen bzw. die Links von aus der Datenbank entfernten Objektnummern ins Leere führen. Ein ggf. vorhandenes Icon  führt zu den Angaben des Kulturdenkmals bei Wikidata.